# Тахтахунов, Асан Кутулукович
Асан Кутулукович Тахтахунов (р. 25 сентября 1986) — казахстанский прыгун с трамплина.

## Биография
На этапах Кубка мира выступает с 2004 года. Лучший результат – 27 место в Либерце в 2004 году.
Был 26-м на молодёжном чемпионате мира 2004 года.
Дважды входил в десятку на этапах Континентального Кубка: 
- Бишофсхофен ( Австрия; 2004) – 8 место
- Броттероде ( Германия; 2004) – 9 место

Участвовал в Универсиадах 2005 и 2007 годов.
На зимней Азиады 2011 года в Алматы был 10 –м на обоих трамплинах.